# Triscelosporium verrucosum
Triscelosporium verrucosum är en svampart som beskrevs av Nawawi & Kuthub. 1987. Triscelosporium verrucosum ingår i släktet Triscelosporium, divisionen sporsäcksvampar och riket svampar.   Inga underarter finns listade i Catalogue of Life.